# 경암교육문화재단
재단법인 경암교육문화재단은 경암(耕岩)  송금조가 출연한 개인재산 1,000억원의 기금으로 2004년 2월에 설립되었다.
공익법인의 설립 및 운영에 관한 규정에 의거하여 설립된 인재양성, 학술진흥, 그리고 문예창달을 통하여 국가 발전과 인류 사회에 기여함을 목적으로 한다. 

### 이사장
1대 이사장 송금조
2대 이사장 진애언

### 소재지
부산광역시 부산진구 서전로 9번길 7 1층 경암교육문화재단 
051-803-1044 